# Verner
A Verner a germán eredetű Wernher név rövidülése, jelentése warin (törzsnév) + nép, had.

## Gyakorisága
Az 1990-es években szórványos név, a 2000-es években nem szerepel a 100 leggyakoribb férfinév között.

## Névnapok
- április 18.[2]